# Gilboas fossile skov
Gilboas fossile skov, som ligger i den amerikanske stat New York, kaldes ofte for "hjemstedet for verdens ældste skov". Det findes tæt ved Gilboe dæmningen i Schoharie County, New York, og stedet rummer træstammer fra devonperioden, hvilket vil sige, at de er ca. 380 millioner år gamle.
Nogle af fossilerne er de eneste kendte rester af deres slags, og de forstenede træer danner tilsammen den ældste kendte, fossile skov. Findestedet har været genstand for stor interesse fra palæontologer, siden det blev kendt i 1920'erne.
Det blev fundet, da byen New York indledte et vandforsyningsprojekt ved at grave ud til en dæmning, for under arbejdet opdagede man store, oprette træstubbe fra en fossil skov. Nogle af træerne er udstillet ved Gilboa dæmningen, andre på New Yorks energiforsynings besøgscenter "Blenheim-Gilboa" i Schoharie County og atter andre på statens museum.
42°23′49″N 74°27′08″V / 42.396939°N 74.452178°V